# Knockanore Mountain
Knockanore Mountain (iriska: Cnoc an Iúir) är en kulle i republiken Irland.   Den ligger i grevskapet Ciarraí och provinsen Munster, i den västra delen av landet, 240 km väster om huvudstaden Dublin. Toppen på Knockanore Mountain är 259 meter över havet.
Terrängen runt Knockanore Mountain är huvudsakligen platt, men den allra närmaste omgivningen är kuperad. Havet är nära Knockanore Mountain västerut. Runt Knockanore Mountain är det ganska glesbefolkat, med 27 invånare per kvadratkilometer. Närmaste större samhälle är Listowel, 11,9 km sydost om Knockanore Mountain. Trakten runt Knockanore Mountain består i huvudsak av gräsmarker.